# Margaret Veley
Margaret Veley (ur. 12 maja 1843, zm. 7 grudnia 1887) – poetka angielska tworząca w epoce wiktoriańskiej. Była drugą z czterech córek Augustusa Charlesa Veleya i Sophii Ludbey. Wydała między innymi powieść Mitchelhurst Place i tomik wierszy A Marriage of Shadows and Other Poems.